# Лунів Андрій Миколайович
Андрій Миколайович Лунів (27 листопада 1883, село Любич Княжий, Королівство Галичини та Володимирії, Австро-Угорщина, нині в Сокальській громаді Львівської області України — 22 лютого 1933, Борщів, нині Тернопільська область, Україна) — український правознавець, громадський діяч, доктор права.

## Життєпис
Освіту здобув у Львівській академічній гімназії та Львівському університеті. До 1914 року працював помічником адвоката. Після початку Першої світової війни був мобілізований в австро-угорську армії, воював у 89-му піхотному полку.
З листопада 1918 служить в УГА у званні сотника. Брав участь у переговорах з урядом УНР щодо постачання зброї для УГА. Продовжував службу в штабі Першого корпусу УГА.
У квітні 1920 року перебував у більшовицькому ув'язненні, з якого був звільнений та проживав у Харкові. 
В 1921 році повернувся до Галичини. У 1923 відкрив адвокатську практику у місті Борщеві. Брав участь у громадсько-політичній діяльності. Був кандидатом до парламенту Польщі від УНДО, але мандату не здобув.
Помер 22 лютого 1933 року в Борщеві.

## Праці
- «Любича-Князі. Причинок до історії сіл волоського права в Галичині». (Записки НТШ. Львів.1929)
- «Більшовики на Україні». (Львів, 1930)